# Єврейське щастя (фільм, 1990)
Про однойменний німий фільм див. Єврейське щастя (фільм, 1925)
Єврейське щастя (рос. Еврейское счастье) — радянський художній фільм 1990 року, знятий режисером Віталієм Манським.

## Сюжет
Марк — єдиний залишився в Росії зі свого старовинного роду, що не емігрував ні за радянської влади, ні пізніше. Але на початку 1990-х він вимушено приймає рішення репатріюватися в Ізраїль. Перед від'їздом Марк на один день приїжджає в маленьке містечко свого дитинства, де безглуздо і випадково гине…

## У ролях
- Євген Стеблов — Марк
- Людмила Наровчатська
- Анна Матюхіна
- Галина Мамчістова
- Сергій Русскін — Рудий

## Знімальна група
- Сценаріст : Геннадій Островський
- Режисер : Віталій Манський
- Оператор : Сергій Юриздіцький
- Композитор : Юрій Харьковський
- Художник : Олег Тагель